# Ágios Geórgios (Argyrádes, Corfou)
Pour les articles homonymes, voir Agios Georgios.
Ágios Geórgios (grec moderne : Άγιος Γεώργιος) est une localité située dans le dème de Corfou-Sud, dans le district régional de Corfou, dans la périphérie des Îles Ioniennes, en Grèce.
Selon le recensement de 2021, elle compte 508 habitants.